# 毛一公
毛一公（？—？），字震卿，號明齋，浙江嚴州府遂安縣人，明朝政治人物。

## 生平
萬曆十三年（1585年）乙酉科浙江鄉試舉人，十七年（1589年）己丑科進士。吏部觀政，十月授湖廣漢陽府推官，有政聲，二十三年（1595年）行取，授工科給事中，差巡视皇城。二十三年（1595年）冬，明神宗因事遷怒科道官員，給事中耿隨龍、鄒廷彥、黎道炤、孫羽侯、黃運泰、毛一公，御史李宗延、顧際明、袁可立、綦才、吳禮嘉、王有功、李本固，南京給事中伍文煥、費必興、盧大中，御史柳佐、聶應科、李文熙十九人俱調，其餘停俸一年。泰昌元年（1620年）起為尚寶司丞，天啓元年（1621年）五月升南京光祿寺少卿。

## 家族
曾祖毛彦信，義官。祖父毛存美，生员、冠带。父毛溥，生员、冠带。